# Johanna Martzy
Johanna Martzy (* 26. Oktober 1924 in Timișoara, Rumänien; † 13. August 1979 in Zürich, Schweiz) war eine ungarische klassische Geigerin.

## Leben
Johanna Martzy wurde im Violine spielen zunächst in ihrer Heimatstadt von Josef Brandeisz (1896–1978) unterrichtet, bevor sie mit acht Jahren in Budapest Unterricht bei Jenő Hubay (1858–1937) nahm und danach ein Studiuom an der Franz-Liszt-Musikakademie aufnahm, das sie 1942 
erfolgreich abschloss. 1943 debütierte sie mit den Budapester Philharmonikern unter dem Gastdirigenten Willem Mengelberg (1871–1951).
Im Jahr 1944 heiratete sie den späteren ungarischen Dirigenten Bela de Csillery (1915–1996). Als im gleichen Jahr das faschistische Deutschland Ungarn besetzte, sorgte sich die Jüdin Martzy um ihre Sicherheit. Das Ehepaar verließ Ungarn, kam aber nur bis Wien, von wo es in ein österreichisches Internierungslager gebracht wurde, in dem es bis zum Kriegsende ausharren musste. Anschließend ging das Paar in die Schweiz.
1947 gewann Johanna Martzy den Internationalen Musikwettbewerb Concours international d’exécution musicale de Genèv Es folgte bis Ende der 1950er Jahre eine intensive Zeit der Tonaufnahmen und erfolgreichen internationalen Konzerttourneen, die sie auf alle Kontinente außer nach Asien führten.
1959 wurde die Ehe mit Bela de Csillery geschieden. 1960 heiratete Martzy den in Glarus in der Schweiz beheimateten Verleger und Geigensammler Daniel Tschudi, der auch ihr Mäzen war und ihr Geigen aus seiner Sammlung zur Verfügung stellte. Glarus wurde nun auch ihr Wohnsitz. Das Paar bekam eine Tochter. Danach reduzierte sie ihre Konzerttourneen, setzte aber ihre internationale Solokarriere noch einige Jahre fort. In den 1970er Jahren trat sie nicht mehr international auf. Ihr letztes Konzert gab sie 1976. Drei Jahre später starb sie in einem Züricher Hospital an Krebs. Ihr Mann war ein Jahr zuvor bei einem Verkehrsunfall ums Leben gekommen.

## Aufnahmen
Die bedeutendsten Schallplattenaufnahmen Johanna Martzys aus den 1950er Jahren sind die Violinkonzerte:
- 1953: Antonín Dvořák: a-Moll op. 53  mit dem RIAS-Sinfonieorchester unter Ferenc Fricsay
- 1954: Johannes Brahms: D-Dur op. 77 mit dem Philharmonia Orchestra unter Paul Kletzki
- 1955: Felix Mendelssohn Bartholdy: e-Moll op. 64 mit dem Philharmonia Orchestra unter Paul Kletzki
- 1955: Wolfgang Amadeus Mozart: D-Dur KV 218, mit dem Kammerorchester des Bayerischen Rundfunks unter Eugen Jochum

Sie spielte auch Kammermusik ein. Ihr hauptsächlicher Begleiter bei Sonaten für Violine und Klavier sowie Ähnlichem war der niederländische Pianist Jean Antonietti (1915–1994). Ihr vibratoreduziertes klares Spiel kommt insbesondere bei den Solosonaten Johann Sebastian Bachs zum Tragen.